# 東大阪市立石切小学校
東大阪市立石切小学校（ひがしおおさかしりつ いしきりしょうがっこう）は、大阪府東大阪市中石切町にある公立小学校。

## 沿革
- 1886年（明治19年）4月12日 - 芝尋常小学校開校。
- 1911年（明治44年） - 大戸尋常小学校と改称。
- 1916年（大正5年） - 大戸尋常高等小学校と改称。
- 1934年（昭和9年） - 室戸台風によって校舎が倒壊。
- 1936年（昭和11年） -葛野壮一郎設計による現校舎が竣工。
- 1941年（昭和16年）4月 - 大戸国民学校と改称。
- 1947年（昭和22年）4月 - 大戸村立小学校と改称。
- 1950年（昭和25年）4月 - 石切町立大戸小学校と改称。
- 1952年（昭和27年）9月 - 石切町立石切小学校と改称。
- 1955年（昭和30年）1月 - 枚岡市立石切小学校と改称。
- 1967年（昭和42年） - 東大阪市が誕生し、東大阪市立石切小学校に改称。

## 通学区域
- 中石切町1丁目〜7丁目、西石切町1丁目〜7丁目[1]

## 進路状況
ほとんどの児童は東大阪市立石切中学校へ進学するが、国私立中学校へ進学する児童もいる。

## 著名な出身者
- 安岡正篤（陽明学者、哲学者、思想家）